# Tova

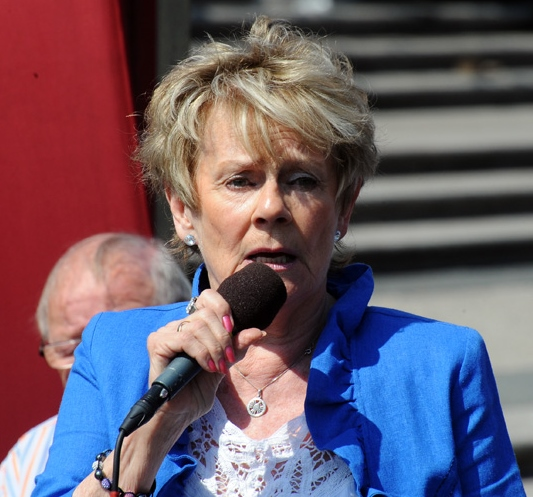
Towa Carson, 2013.

Tova är kvinnonamn och en svensk (nordskandinavisk) form av den danska formen Tove. Tova förekommer på runstenar men har sedan inte använts i Sverige förrän på 1900-talet. Just nu ökar dess frekvens kraftigt. Det finns också ett hebreiskt kvinnonamn Tova/Tovah (טוֹבָה) som betyder "god".
Det fanns år 2003 totalt cirka 1 800 personer i Sverige med förnamnet Tova, varav cirka 1 500 hade det som tilltalsnamn. År 2003 fick 228 flickor namnet, varav 206 fick det som tilltalsnamn.
Namnsdag saknas i Sverige, namnet utgick från almanackan 1993, det hade funnits på 2 november sedan 1986 tillsammans med Tove. I den finlandssvenska namnsdagslängden har Tova namnsdag 12 december sedan 2025.

## Personer med förnamnet Tova
- Towa Carson, svensk sångerska
- Tovah Feldshuh, amerikansk skådespelerska
- Tova Magnusson Norling, svensk skådespelare